# Погоник
Погоник (словен. Pogonik) је насељено место у општини Литија, Засавска регија, Словенија.

## Историја
До територијалне реорганизације у Словенији био је у саставу старе општине Литија. Као самостално насеље Погоник постоји од 1995. године. Настала је издвајањем дела из насеља Подшентјур.

## Становништво
У попису становништва из 2011. године, Погоник је имао 8 становника.
| Број становника према пописима | Број становника према пописима |
| ------------------------------ | ------------------------------ |
| 2002                           | 2011                           |
| 16                             | 8                              |

Напомена: Године 1995. настала издвајањем дела из насеља Подшентјур.